# Bayu Pradana
Bayu Pradana (sinh ra ở Salatiga, Indonesia, 19 tháng 4 năm 1991) là một cầu thủ bóng đá người Indonesia hiện tại thi đấu cho Mitra Kukar ở Liga 1 ở vị trí tiền vệ phòng ngự.